# Saison 2017-2018 des Kings de Sacramento
La saison 2017-2018 des Kings de Sacramento est la 73e saison de la franchise (70e saison en NBA) et la 33e saison dans la ville de Sacramento.

## Draft
| Tour | Choix | Joueur         | Poste | Nationalité | Provenance                       |
| ---- | ----- | -------------- | ----- | ----------- | -------------------------------- |
| 1    | 5     | De'Aaron Fox   | PG    | États-Unis  | Wildcats du Kentucky             |
| 1    | 15    | Justin Jackson | SG/SF | États-Unis  | Tar Heels de la Caroline du Nord |
| 1    | 20    | Harry Giles    | PF/C  | États-Unis  | Blue Devils de Duke              |
| 2    | 34    | Frank Mason    | PG    | États-Unis  | Jayhawks du Kansas               |

## Matchs

### Summer League
| Summer League Total: 2-4 |

| Match | Date match | Équipe      | Score   | Meilleur marqueur    | Meilleur rebondeur      | Meilleur passeur    | Lieux Spectateurs    | Série |
| ----- | ---------- | ----------- | ------- | -------------------- | ----------------------- | ------------------- | -------------------- | ----- |
| 1     | 7 juillet  | Phoenix     | D 85-89 | Fox, Jackson (18)    | Yórgos Papayiánnis (11) | De'Aaron Fox (4)    | Thomas & Mack Center | 0 - 1 |
| 2     | 9 juillet  | Memphis     | D 75-81 | De'Aaron Fox (17)    | Skal Labissière (8)     | De'Aaron Fox (4)    | Cox Pavilion         | 0 - 2 |
| 3     | 10 juillet | L.A. Lakers | D 92-95 | Frank Mason (24)     | Luis Montero (7)        | Frank Mason (6)     | Thomas & Mack Center | 0 - 3 |
| 4     | 12 juillet | Milwaukee   | V 69-65 | Skal Labissière (19) | Yórgos Papayiánnis (13) | Justin Jackson (5)  | Thomas & Mack Center | 1 - 3 |
| 5     | 13 juillet | Dallas      | D 76-83 | Justin Jackson (25)  | Luis Montero (9)        | Justin Jackson (4)  | Thomas & Mack Center | 1 - 4 |
| 6     | 14 juillet | Phoenix     | V 93-87 | Justin Jackson (29)  | Jack Cooley (11)        | Naz Mitrou-Long (5) | Cox Pavilion         | 2 - 4 |

### Pré-saison
| Pré-saison Total: 1-5 (Domicile : 1-1 ; Extérieur : 0-4) |

| Match | Date match | Équipe          | Score     | Meilleur marqueur        | Meilleur rebondeur      | Meilleur passeur    | Lieux Spectateurs | Série |
| ----- | ---------- | --------------- | --------- | ------------------------ | ----------------------- | ------------------- | ----------------- | ----- |
| 1     | 2 octobre  | San Antonio     | V 106-100 | Frank Mason (17)         | Frank Mason (6)         | George Hill (5)     | Golden 1 Center   | 1 - 0 |
| 2     | 6 octobre  | @ San Antonio   | D 93-113  | Willie Cauley-Stein (14) | Willie Cauley-Stein (9) | De'Aaron Fox (6)    | AT&T Center       | 1 - 1 |
| 3     | 8 octobre  | @ L.A. Lakers   | D 69-75   | Zach Randolph (16)       | George Hill (8)         | Trois joueurs (3)   | T-Mobile Arena    | 1 - 2 |
| 4     | 9 octobre  | Portland        | D 83-97   | Justin Jackson (16)      | Willie Cauley-Stein (8) | Marcus Williams (5) | Golden 1 Center   | 1 - 3 |
| 5     | 12 octobre | @ L.A. Clippers | D 87-104  | Zach Randolph (14)       | Kosta Koufos (10)       | Frank Mason (4)     | Staples Center    | 1 - 4 |
| 6     | 13 octobre | @ Golden State  | D 106-117 | David Stockton (23)      | Skal Labissière (8)     | David Stockton (8)  | Oracle Arena      | 1 - 5 |

### Saison régulière
| Saison régulière Total: 27-55 (Domicile : 14-27 ; Extérieur : 13-28) |

| Match | Date match | Équipe      | Score     | Meilleur marqueur        | Meilleur rebondeur            | Meilleur passeur    | Lieux                      | Série |
| ----- | ---------- | ----------- | --------- | ------------------------ | ----------------------------- | ------------------- | -------------------------- | ----- |
| 1     | 18 octobre | Houston     | D 100-105 | Willie Cauley-Stein (21) | Labissière, Cauley-Stein (10) | De'Aaron Fox (5)    | Golden 1 Center            | 0 - 1 |
| 2     | 20 octobre | @ Dallas    | V 93-88   | George Hill (21)         | Willie Cauley-Stein (11)      | De'Aaron Fox (10)   | American Airlines Center   | 1 - 1 |
| 3     | 21 octobre | @ Denver    | D 79-96   | De'Aaron Fox (18)        | Zach Randolph (9)             | Skal Labissière (4) | Pepsi Center               | 1 - 2 |
| 4     | 23 octobre | @ Phoenix   | D 115-117 | Garrett Temple (23)      | Kosta Koufos (9)              | Trois joueurs (4)   | Talking Stick Resort Arena | 1 - 3 |
| 5     | 26 octobre | New Orleans | D 106-114 | De'Aaron Fox (14)        | Zach Randolph (9)             | Fox, Hill (5)       | Golden 1 Center            | 1 - 4 |
| 6     | 29 octobre | Washington  | D 83-110  | Bogdan Bogdanović (15)   | Kosta Koufos (10)             | De'Aaron Fox (5)    | Golden 1 Center            | 1 - 5 |
| 7     | 31 octobre | @ Indiana   | D 83-101  | De'Aaron Fox (18)        | Skal Labissière (8)           | De'Aaron Fox (5)    | Bankers Life Fieldhouse    | 1 - 6 |

| Match | Date match   | Équipe         | Score     | Meilleur marqueur        | Meilleur rebondeur       | Meilleur passeur        | Lieux                 | Série  |
| ----- | ------------ | -------------- | --------- | ------------------------ | ------------------------ | ----------------------- | --------------------- | ------ |
| 8     | 1er novembre | @ Boston       | D 86-113  | Buddy Hield (17)         | Buddy Hield (7)          | De'Aaron Fox (6)        | TD Garden             | 1 - 7  |
| 9     | 4 novembre   | @ Détroit      | D 99-108  | Zach Randolph (19)       | Buddy Hield (8)          | Frank Mason (6)         | Little Caesars Arena  | 1 - 8  |
| 10    | 7 novembre   | Oklahoma City  | V 94-86   | Buddy Hield (21)         | Zach Randolph (8)        | De'Aaron Fox (8)        | Golden 1 Center       | 2 - 8  |
| 11    | 9 novembre   | Philadelphie   | V 109-108 | Zach Randolph (20)       | Kosta Koufos (12)        | Hill, Fox (7)           | Golden 1 Center       | 3 - 8  |
| 12    | 11 novembre  | @ New York     | D 91-118  | Skal Labissière (19)     | Kosta Koufos (10)        | Buddy Hield (4)         | Madison Square Garden | 3 - 9  |
| 13    | 13 novembre  | @ Washington   | D 92-110  | George Hill (16)         | Zach Randolph (9)        | De'Aaron Fox (5)        | Capital One Arena     | 3 - 10 |
| 14    | 15 novembre  | @ Atlanta      | D 80-126  | Zach Randolph (16)       | Trois joueurs (4)        | Hill, Cauley-Stein (3)  | Philips Arena         | 3 - 11 |
| 15    | 17 novembre  | Portland       | V 86-82   | Willie Cauley-Stein (22) | Willie Cauley-Stein (10) | Fox, Koufos (4)         | Golden 1 Center       | 4 - 11 |
| 16    | 18 novembre  | @ Portland     | D 90-102  | Willie Cauley-Stein (18) | Willie Cauley-Stein (9)  | Bogdan Bogdanović (3)   | Moda Center           | 4 - 12 |
| 17    | 20 novembre  | Denver         | D 98-114  | Hill, Koufos (16)        | Zach Randolph (6)        | Frank Mason (6)         | Golden 1 Center       | 4 - 13 |
| 18    | 22 novembre  | L.A. Lakers    | V 113-102 | Willie Cauley-Stein (26) | Skal Labissière (8)      | Trois joueurs (7)       | Golden 1 Center       | 5 - 13 |
| 19    | 25 novembre  | L.A. Clippers  | D 95-97   | Buddy Hield (27)         | Zach Randolph (7)        | Quatre joueurs (3)      | Golden 1 Center       | 5 - 14 |
| 20    | 27 novembre  | @ Golden State | V 110-106 | Willie Cauley-Stein (19) | Willie Cauley-Stein (8)  | Willie Cauley-Stein (6) | Oracle Arena          | 6 - 14 |
| 21    | 28 novembre  | Milwaukee      | D 87-112  | Garrett Temple (18)      | Willie Cauley-Stein (10) | Frank Mason (7)         | Golden 1 Center       | 6 - 15 |

| Match | Date match   | Équipe          | Score     | Meilleur marqueur        | Meilleur rebondeur       | Meilleur passeur        | Lieux                     | Série   |
| ----- | ------------ | --------------- | --------- | ------------------------ | ------------------------ | ----------------------- | ------------------------- | ------- |
| 22    | 1er décembre | @ Chicago       | V 107-106 | Zach Randolph (25)       | Zach Randolph (13)       | Willie Cauley-Stein (5) | United Center             | 7 - 15  |
| 23    | 2 décembre   | @ Milwaukee     | D 104-109 | Zach Randolph (22)       | Zach Randolph (7)        | Buddy Hield (4)         | BMO Harris Bradley Center | 7 - 16  |
| 24    | 6 décembre   | @ Cleveland     | D 95-101  | Zach Randolph (18)       | JaKarr Sampson (16)      | Zach Randolph (6)       | Quicken Loans Arena       | 7 - 17  |
| 25    | 8 décembre   | @ New Orleans   | V 116-109 | Zach Randolph (35)       | Zach Randolph (13)       | De'Aaron Fox (4)        | Smoothie King Center      | 8 - 17  |
| 26    | 10 décembre  | Toronto         | D 87-102  | Zach Randolph (19)       | Zach Randolph (11)       | Jackson, Mason (3)      | Golden 1 Center           | 8 - 18  |
| 27    | 12 décembre  | Phoenix         | V 99-92   | George Hill (18)         | Kosta Koufos (8)         | Zach Randolph (5)       | Golden 1 Center           | 9 - 18  |
| 28    | 14 décembre  | @ Minnesota     | D 96-119  | George Hill (16)         | Zach Randolph (9)        | Frank Mason (4)         | Target Center             | 9 - 19  |
| 29    | 17 décembre  | @ Toronto       | D 93-108  | Bogdanović, Temple (18)  | Koufos, Stein (6)        | Bogdanović, Hill (5)    | Centre Air Canada         | 9 - 20  |
| 30    | 19 décembre  | @ Philadelphie  | V 101-95  | Zach Randolph (27)       | Garrett Temple (8)       | Garrett Temple (4)      | Wells Fargo Center        | 10 - 20 |
| 31    | 20 décembre  | @ Brooklyn      | V 104-99  | George Hill (22)         | Willie Cauley-Stein (9)  | George Hill (4)         | Barclays Center           | 11 - 20 |
| 32    | 23 décembre  | San Antonio     | D 99-108  | Buddy Hield (24)         | Willie Cauley-Stein (11) | George Hill (6)         | Golden 1 Center           | 11 - 21 |
| 33    | 26 décembre  | @ L.A. Clippers | D 95-122  | Willie Cauley-Stein (17) | Willie Cauley-Stein (7)  | George Hill (5)         | Staples Center            | 11 - 22 |
| 34    | 27 décembre  | Cleveland       | V 109-95  | Vince Carter (24)        | Willie Cauley-Stein (9)  | Bogdan Bogdanović (8)   | Golden 1 Center           | 12 - 22 |
| 35    | 29 décembre  | Phoenix         | D 101-111 | Zach Randolph (14)       | Willie Cauley-Stein (9)  | Mason, Temple (5)       | Golden 1 Center           | 12 - 23 |
| 36    | 31 décembre  | Memphis         | D 96-114  | Willie Cauley-Stein (21) | Willie Cauley-Stein (8)  | Bogdan Bogdanović (5)   | Golden 1 Center           | 12 - 24 |

| Match | Date match | Équipe             | Score     | Meilleur marqueur        | Meilleur rebondeur           | Meilleur passeur      | Lieux                   | Série   |
| ----- | ---------- | ------------------ | --------- | ------------------------ | ---------------------------- | --------------------- | ----------------------- | ------- |
| 37    | 2 janvier  | Charlotte          | D 111-131 | Zach Randolph (24)       | Skal Labissière (15)         | Bogdan Bogdanović (5) | Golden 1 Center         | 12 - 25 |
| 38    | 6 janvier  | Denver             | V 106-98  | De'Aaron Fox (18)        | Vince Carter (8)             | De'Aaron Fox (7)      | Golden 1 Center         | 13 - 25 |
| 39    | 8 janvier  | San Antonio        | D 100-107 | Willie Cauley-Stein (22) | Willie Cauley-Stein (9)      | De'Aaron Fox (10)     | Golden 1 Center         | 13 - 26 |
| 40    | 9 janvier  | @ L.A. Lakers      | D 86-99   | Bogdan Bogdanović (19)   | Kosta Koufos (15)            | Bogdan Bogdanović (4) | Staples Center          | 13 - 27 |
| 41    | 11 janvier | L.A. Clippers      | D 115-121 | Bogdan Bogdanović (22)   | Kosta Koufos (14)            | De'Aaron Fox (6)      | Golden 1 Center         | 13 - 28 |
| 42    | 13 janvier | @ L.A. Clippers    | D 105-126 | Willie Cauley-Stein (23) | Willie Cauley-Stein (13)     | De'Aaron Fox (10)     | Staples Center          | 13 - 29 |
| 43    | 15 janvier | @ Oklahoma City    | D 88-95   | Buddy Hield (16)         | Stein, Labissière (8)        | De'Aaron Fox (5)      | Chesapeake Energy Arena | 13 - 30 |
| 44    | 17 janvier | Utah               | D 105-120 | Willie Cauley-Stein (26) | Willie Cauley-Stein (10)     | George Hill (5)       | Golden 1 Center         | 13 - 31 |
| 45    | 19 janvier | @ Memphis          | D 88-106  | De'Aaron Fox (16)        | Willie Cauley-Stein (11)     | De'Aaron Fox (6)      | FedExForum              | 13 - 32 |
| 46    | 22 janvier | @ Charlotte        | D 107-112 | Skal Labissière (23)     | Willie Cauley-Stein (10)     | Bogdanović, Fox (7)   | Spectrum Center         | 13 - 33 |
| 47    | 23 janvier | @ Orlando          | V 105-99  | Garrett Temple (34)      | Cauley-Stein, Labissière (9) | Vince Carter (6)      | Amway Center            | 14 - 33 |
| 48    | 25 janvier | @ Miami            | V 89-88   | Buddy Hield (24)         | Zach Randolph (10)           | De'Aaron Fox (4)      | American Airlines Arena | 15 - 33 |
| 49    | 28 janvier | @ San Antonio      | D 98-113  | De'Aaron Fox (26)        | Kosta Koufos (12)            | Zach Randolph (6)     | AT&T Center             | 15 - 34 |
| 50    | 30 janvier | @ Nouvelle-Orléans | V 114-103 | Zach Randolph (26)       | Kosta Koufos (17)            | Garrett Temple (6)    | Smoothie King Center    | 16 - 34 |

| Match                  | Date match | Équipe        | Score     | Meilleur marqueur        | Meilleur rebondeur       | Meilleur passeur             | Lieux                    | Série   |
| ---------------------- | ---------- | ------------- | --------- | ------------------------ | ------------------------ | ---------------------------- | ------------------------ | ------- |
| 51                     | 2 février  | Golden State  | D 104-119 | Zach Randolph (18)       | Zach Randolph (7)        | Bogdanović, Fox (6)          | Golden 1 Center          | 16 - 35 |
| 52                     | 3 février  | Dallas        | D 99-106  | Fox, Temple (15)         | Willie Cauley-Stein (8)  | Bojan Bogdanović (6)         | Golden 1 Center          | 16 - 36 |
| 53                     | 5 février  | Chicago       | V 104-98  | Bogdan Bogdanović (15)   | Zach Randolph (9)        | George Jesse Hill (5)        | Golden 1 Center          | 17 - 36 |
| 54                     | 9 février  | Portland      | D 100-118 | Willie Cauley-Stein (19) | Zach Randolph (9)        | De'Aaron Fox (9)             | Golden 1 Center          | 17 - 37 |
| 55                     | 11 février | @ Minnesota   | D 106-111 | De'Aaron Fox (23)        | Kosta Koufos (10)        | Bogdan Bogdanović (8)        | Target Center            | 17 - 38 |
| 56                     | 13 février | @ Dallas      | V 114-109 | Zach Randolph (22)       | Koufos, Randolph (7)     | Carter, Fox (7)              | American Airlines Center | 18 - 38 |
| 57                     | 14 février | @ Houston     | D 91-100  | Bogdan Bogdanović (20)   | Cauley-Stein, Koufos (8) | Bogdanović, Cauley-Stein (5) | Toyota Center            | 18 - 39 |
| NBA All-Star Game 2018 |            |               |           |                          |                          |                              |                          |         |
| 58                     | 22 février | Oklahoma City | D 107-110 | Zach Randolph (29)       | Zach Randolph (12)       | Garrett Temple (6)           | Golden 1 Center          | 18 - 40 |
| 59                     | 24 février | L.A. Lakers   | D 108-113 | Buddy Hield (21)         | Willie Cauley-Stein (15) | Fox, Mason (6)               | Golden 1 Center          | 18 - 41 |
| 60                     | 26 février | Minnesota     | D 100-118 | Skal Labissière (20)     | Cauley-Stein, Hield (5)  | Bojan Bogdanović (6)         | Golden 1 Center          | 18 - 42 |
| 61                     | 27 février | @ Portland    | D 99-116  | Zach Randolph (20)       | Willie Cauley-Stein (10) | De'Aaron Fox (8)             | Moda Center              | 18 - 43 |

| Match | Date match | Équipe           | Score          | Meilleur marqueur      | Meilleur rebondeur         | Meilleur passeur        | Lieux                   | Série   |
| ----- | ---------- | ---------------- | -------------- | ---------------------- | -------------------------- | ----------------------- | ----------------------- | ------- |
| 62    | 1er mars   | Brooklyn         | V 116-111 (OT) | Bogdan Bogdanović (23) | Kosta Koufos (11)          | Willie Cauley-Stein (7) | Golden 1 Center         | 19 - 43 |
| 63    | 3 mars     | Utah             | D 91-98        | De'Aaron Fox (17)      | Skal Labissière (12)       | Quatre joueurs (3)      | Golden 1 Center         | 19 - 44 |
| 64    | 4 mars     | New York         | V 102-99       | Bogdan Bogdanović (22) | Kosta Koufos (8)           | Bogdan Bogdanović (7)   | Golden 1 Center         | 20 - 44 |
| 65    | 7 mars     | Nouvelle-Orléans | D 101-114      | Buddy Hield (20)       | Kosta Koufos (10)          | Frank Mason (6)         | Golden 1 Center         | 20 - 45 |
| 66    | 9 mars     | Orlando          | V 94-88        | Garrett Temple (23)    | Kosta Koufos (13)          | Bogdan Bogdanović (10)  | Golden 1 Center         | 21 - 45 |
| 67    | 11 mars    | @ Denver         | D 104-130      | Buddy Hield (18)       | Kosta Koufos (10)          | De'Aaron Fox (9)        | Pepsi Center            | 21 - 46 |
| 68    | 12 mars    | @ Oklahoma City  | D 101-106      | Bogdan Bogdanović (19) | Kosta Koufos (10)          | De'Aaron Fox (10)       | Chesapeake Energy Arena | 21 - 47 |
| 69    | 14 mars    | Miami            | V 123-119 (OT) | Buddy Hield (24)       | Randolph, Cauley-Stein (9) | Zach Randolph (4)       | Golden 1 Center         | 22 - 47 |
| 70    | 16 mars    | @ Golden State   | V 98-93        | Buddy Hield (22)       | Kosta Koufos (12)          | Buddy Hield (7)         | Oracle Arena            | 23 - 47 |
| 71    | 17 mars    | @ Utah           | D 97-103       | Buddy Hield (23)       | Trois joueurs (6)          | Buddy Hield (6)         | Vivint Smart Home Arena | 23 - 48 |
| 72    | 19 mars    | Détroit          | D 90-106       | Buddy Hield (20)       | Cauley-Stein, Hield (6)    | Willie Cauley-Stein (5) | Golden 1 Center         | 23 - 49 |
| 73    | 22 mars    | Atlanta          | V 105-90       | Justin Jackson (20)    | Kosta Koufos (11)          | Frank Mason (8)         | Golden 1 Center         | 24 - 49 |
| 74    | 25 mars    | Boston           | D 93-104       | Buddy Hield (21)       | Kosta Koufos (9)           | Cauley-Stein, Mason (4) | Golden 1 Center         | 24 - 50 |
| 75    | 27 mars    | Dallas           | D 97-103       | Skal Labissière (19)   | Jackson, Labissière (9)    | De'Aaron Fox (6)        | Golden 1 Center         | 24 - 51 |
| 76    | 29 mars    | Indiana          | D 103-106      | Bogdan Bogdanović (21) | Cauley-Stein, Hield (7)    | Cauley-Stein, Fox (8)   | Golden 1 Center         | 24 - 52 |
| 77    | 31 mars    | Golden State     | D 96-112       | Buddy Hield (19)       | Willie Cauley-Stein (8)    | De'Aaron Fox (8)        | Golden 1 Center         | 24 - 53 |

| Match | Date match | Équipe        | Score   | Meilleur marqueur        | Meilleur rebondeur       | Meilleur passeur      | Lieux                      | Série   |
| ----- | ---------- | ------------- | ------- | ------------------------ | ------------------------ | --------------------- | -------------------------- | ------- |
| 78    | 1er avril  | @ L.A. Lakers | V 84-83 | Buddy Hield (19)         | Skal Labissière (9)      | De'Aaron Fox (6)      | Staples Center             | 25 - 53 |
| 79    | 3 avril    | @ Phoenix     | D 94-97 | Bogdan Bogdanović (22)   | De'Aaron Fox (9)         | De'Aaron Fox (5)      | Talking Stick Resort Arena | 25 - 54 |
| 80    | 6 avril    | @ Memphis     | V 94-93 | Willie Cauley-Stein (18) | Willie Cauley-Stein (8)  | Buddy Hield (6)       | FedExForum                 | 26 - 54 |
| 81    | 9 avril    | @ San Antonio | D 85-98 | Willie Cauley-Stein (25) | Willie Cauley-Stein (10) | De'Aaron Fox (7)      | AT&T Center                | 26 - 55 |
| 82    | 11 avril   | Houston       | V 96-83 | Willie Cauley-Stein (22) | Willie Cauley-Stein (11) | Bogdanović, Hield (5) | Golden 1 Center            | 27 - 55 |

### Confrontations en saison régulière
| Conférence Est      | Conférence Est                               | Conférence Est                               | Conférence Ouest                             | Conférence Ouest                             | Conférence Ouest                             | Conférence Ouest                             | Conférence Ouest                             |
| Division Atlantique | Division Atlantique                          | Division Atlantique                          | Division Nord-Ouest                          | Division Nord-Ouest                          | Division Nord-Ouest                          | Division Nord-Ouest                          | Division Nord-Ouest                          |
| Équipe              | Domicile                                     | Extérieur                                    | Équipe                                       | Domicile                                     | Domicile                                     | Extérieur                                    | Extérieur                                    |
| ------------------- | -------------------------------------------- | -------------------------------------------- | -------------------------------------------- | -------------------------------------------- | -------------------------------------------- | -------------------------------------------- | -------------------------------------------- |
| Boston              | 93-104                                       | 86-113                                       | Denver                                       | 98-114                                       | 106-98                                       | 79-96                                        | 104-130                                      |
| Brooklyn            | 116-111 (OT)                                 | 104-99                                       | Minnesota                                    | 100-118                                      |                                              | 96-119                                       | 106-111                                      |
| New York            | 102-99                                       | 91-118                                       | Oklahoma City                                | 94-86                                        | 107-110                                      | 88-95                                        | 101-106                                      |
| Philadelphie        | 109-108                                      | 101-95                                       | Portland                                     | 86-82                                        | 100-118                                      | 90-102                                       | 99-116                                       |
| Toronto             | 87-102                                       | 93-108                                       | Utah                                         | 105-120                                      | 91-98                                        | 97-103                                       |                                              |
|                     | 3–2                                          | 2–3                                          |                                              | 3–6                                          | 3–6                                          | 0–9                                          | 0–9                                          |
| Division            | 5–5                                          | 5–5                                          | Division                                     | 3-15                                         | 3-15                                         | 3-15                                         | 3-15                                         |
| Division Atlantique | Division Atlantique                          | Division Atlantique                          | Division Nord-Ouest                          | Division Nord-Ouest                          | Division Nord-Ouest                          | Division Nord-Ouest                          | Division Nord-Ouest                          |
| Équipe              | Domicile                                     | Extérieur                                    | Équipe                                       | Domicile                                     | Domicile                                     | Extérieur                                    | Extérieur                                    |
| Chicago             | 104-98                                       | 107-106                                      | Golden State                                 | 104-119                                      | 96-112                                       | 110-106                                      | 98-93                                        |
| Cleveland           | 109-95                                       | 95-101                                       | L.A. Clippers                                | 95-97                                        | 115-121                                      | 95-122                                       | 105-126                                      |
| Detroit             | 90-106                                       | 99-108                                       | L.A. Lakers                                  | 113-102                                      | 108-113                                      | 86-99                                        | 84-83                                        |
| Indiana             | 103-106                                      | 83-101                                       | Phoenix                                      | 99-92                                        | 101-111                                      | 115-117                                      | 94-97                                        |
| Milwaukee           | 87-112                                       | 104-109                                      |                                              |                                              |                                              |                                              |                                              |
|                     | 2-3                                          | 1-4                                          |                                              | 2-6                                          | 2-6                                          | 3–5                                          | 3–5                                          |
| Division            | 3-7                                          | 3-7                                          | Division                                     | 5-11                                         | 5-11                                         | 5-11                                         | 5-11                                         |
| Division Atlantique | Division Atlantique                          | Division Atlantique                          | Division Nord-Ouest                          | Division Nord-Ouest                          | Division Nord-Ouest                          | Division Nord-Ouest                          | Division Nord-Ouest                          |
| Équipe              | Domicile                                     | Extérieur                                    | Équipe                                       | Domicile                                     | Domicile                                     | Extérieur                                    | Extérieur                                    |
| Atlanta             | 105-90                                       | 80-126                                       | Dallas                                       | 99-106                                       | 97-103                                       | 93-88                                        | 114-109                                      |
| Charlotte           | 111-131                                      | 107-112                                      | Houston                                      | 100-105                                      | 96-83                                        | 91-100                                       |                                              |
| Miami               | 123-119 (OT)                                 | 89-88                                        | Memphis                                      | 96-114                                       |                                              | 88-106                                       | 94-93                                        |
| Orlando             | 94-88                                        | 105-99                                       | New Orleans                                  | 106-114                                      | 101-114                                      | 116-109                                      | 114-103                                      |
| Washington          | 83-110                                       | 92-110                                       | San Antonio                                  | 99-108                                       | 100-107                                      | 98-113                                       | 85-98                                        |
|                     | 3–2                                          | 2–3                                          |                                              | 1–8                                          | 1–8                                          | 5–4                                          | 5–4                                          |
| Division            | 5-5                                          | 5-5                                          | Division                                     | 6–12                                         | 6–12                                         | 6–12                                         | 6–12                                         |
| Conférence          | 13–17 (Domicile : 8–7 ; Extérieur : 5–10)    | 13–17 (Domicile : 8–7 ; Extérieur : 5–10)    | Conférence                                   | 14–38 (Domicile : 6–19 ; Extérieur : 8–19)   | 14–38 (Domicile : 6–19 ; Extérieur : 8–19)   | 14–38 (Domicile : 6–19 ; Extérieur : 8–19)   | 14–38 (Domicile : 6–19 ; Extérieur : 8–19)   |
| Total               | 27–55 (Domicile : 14–26 ; Extérieur : 13–29) | 27–55 (Domicile : 14–26 ; Extérieur : 13–29) | 27–55 (Domicile : 14–26 ; Extérieur : 13–29) | 27–55 (Domicile : 14–26 ; Extérieur : 13–29) | 27–55 (Domicile : 14–26 ; Extérieur : 13–29) | 27–55 (Domicile : 14–26 ; Extérieur : 13–29) | 27–55 (Domicile : 14–26 ; Extérieur : 13–29) |

## Effectif
| Kings de Sacramento Effectif en fin de saison régulière |    |                        |                     |                |
| Entraîneur : David Joerger                              |    |                        |                     |                |
| Arrière                                                 | 8  | Drapeau de la Serbie   | Bogdan Bogdanović   | Serbie         |
| Ailier                                                  | 22 | Drapeau du Brésil      | Bruno Caboclo       | Brésil         |
| Arrière, Ailier                                         | 15 | Drapeau des États-Unis | Vince Carter        | North Carolina |
| Pivot                                                   | 00 | Drapeau des États-Unis | Willie Cauley-Stein | Kentucky       |
| Pivot, Ailier fort                                      | 45 | Drapeau des États-Unis | Jack Cooley (TW)    | Notre Dame     |
| Meneur                                                  | 5  | Drapeau des États-Unis | De'Aaron Fox        | Kentucky       |
| Ailier fort                                             | 20 | Drapeau des États-Unis | Harry Giles         | Duke           |
| Ailier                                                  | 40 | Drapeau des États-Unis | Nigel Hayes         | Wisconsin      |
| Arrière                                                 | 24 | Drapeau des États-Unis | Buddy Hield         | Oklahoma       |
| Arrière, Ailier                                         | 25 | Drapeau des États-Unis | Justin Jackson      | North Carolina |
| Pivot                                                   | 41 | Drapeau de la Grèce    | Kosta Koufos        | Ohio State     |
| Ailier fort, Pivot                                      | 7  | Drapeau d'Haïti        | Skal Labissière     | Kentucky       |
| Meneur                                                  | 10 | Drapeau des États-Unis | Frank Mason         | Kansas         |
| Ailier fort                                             | 50 | Drapeau des États-Unis | Zach Randolph       | Michigan State |
| Ailier                                                  | 29 | Drapeau des États-Unis | JaKarr Sampson (TW) | Syracuse       |
| Arrière, Ailier                                         | 9  | Drapeau des États-Unis | Iman Shumpert       | Georgia Tech   |
| Ailier                                                  | 17 | Drapeau des États-Unis | Garrett Temple      | Saint John     |
| (C) - Capitaine, (TW) - Two-way contract, - Blessé      |    |                        |                     |                |

## Transactions

### Échanges
| 22 juin 2017    | A Kings de SacramentoDroits sur le 15e choix de la Draft 2017 : Justin Jackson Droits sur le 20e choix de la Draft 2017 : Harry Giles                                                                                  | A Trail Blazers de PortlandDroits sur le 10e choix de la Draft 2017 : Zach Collins                                          |
| 14 juillet 2017 | A Kings de SacramentoSecond tour de draft 2019 Compensation financière | A Knicks de New YorkScott Perry (manager général)                                                                           |
| 8 février 2018  | A Kings de SacramentoJoe Johnson (de Utah) Iman Shumpert (de Cleveland) Second tour de draft 2020 (de Miami via Cleveland) Droits sur Dimítris Agravánis (de Cleveland) Compensation financière (de Utah et Cleveland) | A Cavaliers de ClevelandRodney Hood (de Utah) George Jesse Hill (de Sacramento) Droits sur Artūras Gudaitis (de Sacramento) |
| 8 février 2018  | A Jazz de l'UtahJae Crowder (de Cleveland) Derrick Rose (de Cleveland) Droit d'échange du second tour de draft 2024 (de Cleveland)                                                                                     | |
| 8 février 2018  | A Kings de SacramentoBruno Caboclo | A Raptors de TorontoMalachi Richardson                                                                                      |

### Options dans les contrats
| Joueur              | Option                                                                           |
| ------------------- | -------------------------------------------------------------------------------- |
| Willie Cauley-Stein | Sacramento exerce son option d'équipe de 4 700 000 $ pour la saison 2018-2019.   |
| Buddy Hield         | Sacramento exerce son option d'équipe de 3 830 000 $ pour la saison 2018-2019.   |
| Skal Labissière     | Sacramento exerce son option d'équipe de 1 500 000 $ pour la saison 2018-2019.   |
| Yórgos Papayiánnis  | Sacramento exerce son option d'équipe de 2 400 000 $ pour la saison 2018-2019.   |
| Malachi Richardson  | Sacramento exerce son option d'équipe de 1 570 000 $ pour la saison 2018-2019.   |
| Kosta Koufos        | Kosta Koufos exerce son option joueur de 8 739 500 $ pour la saison 2018-2019.   |
| Iman Shumpert       | Iman Shumpert exerce son option joueur de 11 011 234 $ pour la saison 2018-2019. |

### Arrivés
| Date       | Joueur            | Contrat                           | Provenance                              |
| ---------- | ----------------- | --------------------------------- | --------------------------------------- |
| 06/07/2017 | Harry Giles       | Contrat de 4 070 000 $ sur 2 ans  | Blue Devils de Duke (NCAA)              |
| 06/07/2017 | Justin Jackson    | Contrat de 5 170 000 $ sur 2 ans  | Tar Heels de la Caroline du Nord (NCAA) |
| 07/07/2017 | De'Aaron Fox      | Contrat de 10 080 000 $ sur 2 ans | Wildcats du Kentucky (NCAA)             |
| 10/07/2017 | Vince Carter      | Contrat de 8 000 000 $ sur 1 an   | Grizzlies de Memphis                    |
| 10/07/2017 | George Hill       | Contrat de 57 000 000 $ sur 3 ans | Jazz de l'Utah                          |
| 10/07/2017 | Zach Randolph     | Contrat de 24 000 000 $ sur 2 ans | Grizzlies de Memphis                    |
| 13/07/2017 | Frank Mason       | Contrat de 4 180 000 $ sur 3 ans  | Jayhawks du Kansas (NCAA)               |
| 13/07/2017 | Bogdan Bogdanović | Contrat de 27 000 000 $ sur 3 ans | Fenerbahçe Ülker                        |
| 31/03/2018 | Nigel Hayes       | Contrat de 1 400 000 $ sur 2 ans  | Raptors 905 (NBA G League)              |

#### Two-way contract
| Date       | Joueur         | Provenance                      |
| ---------- | -------------- | ------------------------------- |
| 29/07/2017 | JaKarr Sampson | Energy de l'Iowa (NBA G League) |
| 29/07/2017 | Jack Cooley    | MHP Riesen Ludwigsbourg         |

### Départs
| Date       | Joueur             | Raison départ | Nouvelle équipe ¹         |
| ---------- | ------------------ | ------------- | ------------------------- |
| 01/07/2017 | Darren Collison    | Agent libre   | Pacers de l'Indiana       |
| 01/07/2017 | Tyreke Evans       | Agent libre   | Grizzlies de Memphis      |
| 01/07/2017 | Langston Galloway  | Agent libre   | Pistons de Détroit        |
| 01/07/2017 | Rudy Gay           | Agent libre   | Spurs de San Antonio      |
| 01/07/2017 | Ty Lawson          | Agent libre   | Shandong Lions            |
| 01/07/2017 | Ben McLemore       | Agent libre   | Grizzlies de Memphis      |
| 08/02/2017 | Yórgos Papayiánnis | Coupé         | Trail Blazers de Portland |
| 10/02/2017 | Joe Johnson        | Coupé         | Rockets de Houston        |

¹ Il s'agit de l’équipe pour laquelle le joueur a signé après son départ, il a pu entre-temps changer d'équipe ou encore de pays.

### Joueurs "agents libres" à la fin de la saison
| Joueur        | Fin de saison         |
| ------------- | --------------------- |
| Bruno Caboclo | Agent libre restreint |
| Vince Carter  | Agent libre           |